# Hydraena excisa
Hydraena excisa är en skalbaggsart som beskrevs av Ernst Hellmuth von Kiesenwetter 1849. Hydraena excisa ingår i släktet Hydraena och familjen vattenbrynsbaggar. Arten har ej påträffats i Sverige. Inga underarter finns listade i Catalogue of Life.